# West Indies Cricket Team in Australien in der Saison 1968/69
Die Tour des West Indies Cricket Teams nach Australien in der Saison 1968/69 fand vom 6. Dezember 1968 bis zum 20. Februar 1969 statt. Die internationale Cricket-Tour war Bestandteil der Internationalen Cricket-Saison 1968/69 und umfasste fünf Tests. Australien gewann die Serie 3–1.

## Vorgeschichte
Für beide Mannschaften war es die erste Tour der Saison.
Das letzte Aufeinandertreffen der beiden Mannschaften bei einer Tour fand in der Saison 1964/65 in den West Indies statt.

## Stadien
Die folgenden Stadien wurden für die Tour als Austragungsort vorgesehen.
| Stadion                  | Stadt     | Kapazität | Spiele       |
| ------------------------ | --------- | --------- | ------------ |
| Adelaide Oval            | Adelaide  | 53.583    | 4. Test      |
| The Gabba                | Brisbane  | 42.000    | 1. Test      |
| Melbourne Cricket Ground | Melbourne | 100.024   | 2. Test      |
| Sydney Cricket Ground    | Sydney    | 48.000    | 3. & 5. Test |

## Kaderlisten
| Test | Test |
| Australien | West Indies |
| --- | --- |
| - Bill Lawry (K) - Ian Chappell - Alan Connolly - Eric Freeman - John Gleeson - John Inverarity - Barry Jarman (wk) - Ashley Mallett - Graham McKenzie - Ian Redpath - Paul Sheahan - Keith Stackpole - Brian Taber - Doug Walters | - Garry Sobers (K) - Basil Butcher - Steve Camacho - Joey Carew - Charlie Davis - Prof Edwards - Roy Fredericks - Lance Gibbs - Charlie Griffith - Wes Hall - Jackie Hendriks (wk) - David Holford - Rohan Kanhai - Clive Lloyd - Seymour Nurse |

## Tour Matches
| 29. – 2. Dezember Scorecard | Brisbane | West Indians 202 (44.6) & 423-9 (86) | – | Queensland 473-9d (104) |
|                             |          | Remis                                |   |                         |

## Tests

### Erster Test in Brisbane
| 6. – 10. Dezember Scorecard | Brisbane | West Indies 296 (95) & 353 (87)  | – | Australien 284 (98.4) & 240 (88.6) |
|                             |          | West Indies gewinnt mit 125 Runs |   |                                    |

Die West Indies gewannen den Münzwurf und entschieden sich als Schlagmannschaft zu beginnen.

### Zweiter Test in Melbourne
| 26. – 30. Dezember Scorecard | Melbourne | West Indies 200 (73) & 280 (98.4)                | – | Australien 510 (136.3) |
|                              |           | Australien gewinnt mit einem Innings und 30 Runs |   |                        |

Australien gewann den Münzwurf und entschied sich als Feldmannschaft zu beginnen.

### Dritter Test in Sydney
| 3. – 8. Januar Scorecard | Sydney | West Indies 264 (75.1) & 324 (93) | – | Australien 547 (121.6) & 42-0 (8) |
|                          |        | Australien gewinnt mit 10 Wickets |   |                                   |

Die West Indies gewannen den Münzwurf und entschieden sich als Schlagmannschaft zu beginnen.

### Vierter Test in Adelaide
| 24. – 29. Januar Scorecard | Adelaide | West Indies 276 (65.3) & 616 (137.2) | – | Australien 533 (126.5) & 339-9 (84) |
|                            |          | Remis                                |   |                                     |

Die West Indies gewannen den Münzwurf und entschieden sich als Schlagmannschaft zu beginnen.

### Fünfter Test in Sydney
| 14. – 20. Februar Scorecard | Sydney | Australien 619 (152.7) & 394-8d (92) | – | West Indies 279 (76.6) & 352 (64.2) |
|                             |        | Australien gewinnt mit 382 Runs      |   |                                     |

Die West Indies gewannen den Münzwurf und entschieden sich als Feldmannschaft zu beginnen.